# Васильевское (Рыбинский район)
Васи́льевское — деревня в Михайловском сельском округе Волжского сельского поселения Рыбинского района Ярославской области.
Деревня расположена на левом берегу реки Черёмуха, между берегом и автомобильной дорогой с регулярным автобусным сообщением, идущей вдоль Черёмухи из Рыбинска, через центр сельского округа Михайловское к Сельцо-Воскресенское. Примерно в 2 км к юго-востоку на том же берегу Черёмухи — Сельцо-Воскресенское, последняя деревня Рыбинского района вверх по реке Черёмухе, и на таком расстоянии к востоку, но уже на другом берегу реки — деревня Чудиново, последний пункт автобусного маршрута из Рыбинска.
Деревня Васильевская указана на плане Генерального межевания Рыбинского уезда 1792 года.
Центр сельской администрации, село Михайловское, расположено по дороге в сторону Рыбинска, центр сельского поселения посёлок Ермаково существенно удалён — стоит на дороге Р151 Рыбинск — Ярославль и регулярный транспортный доступ к нему через Рыбинск. На 1 января 2007 года в деревне числился 31 постоянный житель. Почтовое отделение в селе Сретенье обслуживает в деревне Васильевское 30 домов.